# Алтенкирхен (Палатинат)
Алтенкирхен (њем. Altenkirchen) општина је у њемачкој савезној држави Рајна-Палатинат. Једно је од 98 општинских средишта округа Кузел. Према процјени из 2010. у општини је живјело 1.317 становника. Посједује регионалну шифру (AGS) 7336004.

## Географија
Алтенкирхен се налази у савезној држави Рајна-Палатинат у округу Кузел. Општина се налази на надморској висини од 297 метара. Површина општине износи 6,4 km².

## Становништво
У самом мјесту је, према процјени из 2010. године, живјело 1.317 становника. Просјечна густина становништва износи 205 становника/km².